# Ron Stoppable
(Tipica esclamazione di Ron Stoppable)
Ronald Adrian "Ron" Stoppable è un personaggio immaginario coprotagonista della serie televisiva d'animazione statunitense Kim Possible.
È doppiato in originale da Will Friedle e in italiano da Marco Vivio.
Ron è il braccio destro, migliore amico e, successivamente, fidanzato di Kim Possible. Come per molte spalle, il ruolo di Ron è soprattutto quello di fornire comicità alle vicende e smorzare le situazioni troppo "serie" contrapponendo la sua goffaggine alla perfezione della protagonista. Pur vedendolo sempre in compagnia di Kim, gli antagonisti lo ignorano costantemente, al punto di dimenticarne il nome, e rivolgerglisi soltanto come: "il buffone", "la spalla" o "il tizio che perde sempre i pantaloni". Perfino i media sembrano ignorarlo, non notando mai la sua presenza in supporto all'eroina; infine è spesso maltrattato sia verbalmente che fisicamente anche a scuola.
Il suo nome è un gioco di parole con l'aggettivo unstoppable (inarrestabile), che spezzato e privato della lettera iniziale suona simile a (R)on Stoppable.

## Caratteristiche

### Personalità
Ron è caratterialmente l'esatto opposto di Kim; il ragazzo si presenta infatti come sempre allegro, poco serio e difficilmente competitivo. È completamente immune all'influenza sociale e vive la vita alla sua maniera, senza preoccuparsi delle critiche o delle osservazioni degli altri, rifiutando di adeguarsi alle varie mode del momento. A causa di ciò il ragazzo è una sorta di voce della ragione di Kim che le fa notare quando sta pretendendo troppo da sé stessa o dagli altri e l'aiuta a vedere le cose dall'altra prospettiva. Parimenti è spesso Kim a svolgere uguale funzione per il ragazzo, spingendolo a impegnarsi e pretendere un po' di più da sé stesso. Generalmente infatti, Ron ama restare nella media e non desidera eccellere particolarmente, quale che sia il suo risultato, anche il più scarso gli procura comunque soddisfazione.
Spesso Ron si convince di cose assurde e le sostiene anche quando tutte le prove gli sono contrarie, molti personaggi lo ritengono uno stupido per via delle sue teorie assurde, ma altri, tra cui Kim, ritengono invece che sia semplicemente dotato di una grande fantasia. Ron pur essendo di fatto una persona mediocre dal punto di vista delle capacità possiede una vasta gamma di buone qualità quali la perseveranza, la comprensione, la gentilezza, la bontà d'animo, la pazienza e la positività. Sebbene tali caratteristiche, spesso e volentieri, siano viste solo dai suoi amici più intimi.
Nonostante la goffaggine, Ron non nutre invidia per nessuna delle persone più abili di lui ed è estremamente umile; in alcune occasioni viene suggerita l'idea che egli stesso reprima il suo vero potenziale per non ferire i sentimenti di Kim, data la sua natura competitiva; non a caso come Zorpox dimostra un quoziente intellettivo strabiliante, che non sembra possedere normalmente.
Come tipico della "spalla" da cartoon, mentre la protagonista riesce a fare praticamente tutto, Ron è dipinto come un inetto: di frequente inciampa, perde i pantaloni, fa scappare il nemico, fallisce in ogni sport che pratica e spesso deve essere salvato da Kim. A causa di tali mancanze è considerato da tutti lo zimbello della scuola ed è spesso vittima di bullismo.
Ulteriore caratteristica sono le bizzarre fobie manifestate, ad esempio la paura delle scimmie (che riuscirà in seguito a superare), dei cavalli meccanici, degli gnomi da giardino e svariate altre, tutte derivate da incidenti grotteschi avvenuti durante l'infanzia.
Ron, nonostante la dura vita condotta si presenta sempre come estremamente ottimista, gioviale, amichevole, sciolto e disinibito, complice il fatto che non si curi delle critiche altrui. Spesso sembra vivere in un mondo tutto suo e per questo alcuni fan ipotizzano abbia la Sindrome di Asperger. Ad ogni modo ha un gran senso dell'umorismo ed è tendenzialmente una persona molto alla mano.
Seppur generalmente dipinto come un vigliacco, quando la situazione lo richiede, Ron dimostra di possedere grande coraggio e spirito d'abnegazione, nonché intraprendenza ed inventiva; cosa che in alcune, rare, occasioni lo ha portato a tirare Kim fuori dai guai.
Ha una grande passione per il cibo messicano e mangia quasi sempre al ristorante messicano fittizio chiamato Bueno Nacho, esprimendo più volte il desiderio di nutrirsi esclusivamente li.

### Aspetto fisico
Ron è un ragazzo di statura media dal viso vispo con due grandi occhi castani ed i capelli biondi, corti e arruffati. Sua caratteristiche primarie sono il larghissimo sorriso, sfoggiato quasi in ogni scena, le lentiggini e le orecchie a sventola; dettagli che ne rendono il viso semplice e buffo. Il design del suo volto è ovale e semplicistico, cosa che si estende a tutto il suo corpo, rendendolo prettamente costituito da linee curve e morbide; in netto contrasto col design degli altri personaggi, che sono invece disegnati in parte con linee curve ed in parte con spigoli e rette. La sua carnagione è piuttosto chiara.
Le sue mani sono parecchio grandi se paragonate agli altri personaggi dello show; tale caratteristica non è casuale vista la tendenza del ragazzo a gesticolare mentre parla.

## Biografia del personaggio

### Antefatti
Ron Stoppable nasce a Middleton, il 23 settembre, 17 anni prima dell'inizio della serie, in una famiglia di origine ebraica. Suo padre è un attuario e per questo è spesso in giro per il mondo. Fin da bambino Ron viene isolato dagli altri coetanei a causa del suo carattere stravagante e perciò si inventa un amico immaginario di nome "Rufus".
Al primo giorno d'asilo conosce Kim Possible, che lo salva da un gruppo di bulli, evento che dà vita ad un solido rapporto ed una tenera amicizia tra i due, che in seguito diventano inseparabili. La vicinanza del goffo ma disinibito Ron rende Kim sempre più emancipata e sicura di sé, e parimenti Ron diviene più intraprendente grazie al sostegno dell'amica.
Da bambino passa ogni estate al campeggio Voglia di pianto per volere dei genitori. Esperienza che gli provoca innumerevoli traumi; gli altri bambini infatti lo malmenavano costantemente e in un'occasione lo rinchiusero in uno sgabuzzino con Bobo, lo scimpanzé, la mascotte del campo, provocandogli la paura delle scimmie. Inoltre le sue costanti telefonate a casa fecero sì che i suoi genitori non rispondessero nemmeno più alle chiamate.
A dodici anni ha il Bar mitzvah, tuttavia il rabbino si dimentica di firmare il certificato, motivo per cui per l'ebraismo egli non è mai diventato uomo. Ad ogni modo il ragazzo non è particolarmente osservante dei dogmi religiosi, difatti festeggia il natale ogni anno assieme ai Possible.
Poco tempo dopo convince i suoi genitori a lasciargli tenere un animale domestico e, a causa dell'allergia del padre ai peli d'animale, Ron acquista una talpa senza pelo cui mette nome "Rufus" in ricordo del suo amico immaginario. Il roditore diventa in breve il compagno inseparabile del giovane, mostrando di possedere notevoli capacità atletiche, comunicative e di apprendimento.

### Nella serie
Quando Kim comincia la sua attività di eroina ed agente segreto freelance essa chiede a Ron di assisterla nelle sue imprese, il ragazzo dunque, assieme all'inseparabile Rufus, diviene la spalla dell'amica mentre questa viene contattata sempre più di frequente da mezzo mondo per risolvere problemi politici, economici e simili. Sulle avventure dei due è basata la serie, ma nonostante ciò, la vita di Ron rimane, entro certi limiti, quella di un ragazzo normalissimo, continuando ad avere un pessimo rendimento scolastico, una scarsa vita sociale ed affrontando gli alti e bassi dell'adolescenza assieme alle amiche Kim e Monique.
Più avanti, inoltre, i suoi genitori adottano una bambina giapponese di nome Hana, verso cui sviluppa un solido rapporto fraterno.
Come Kim anche Ron si farà svariati nemici personali; primo fra tutti Lord Monkey Fist, nobile inglese ossessionato dal Tai-Sheng-Pek-Quar, assieme al quale detiene il "Mistico Potere della Scimmia", ed il mutante Gill, suo ex compagno di capeggio; oltre ovviamente agli antagonisti maggiormente affrontati dall'amica, quali l'imbranato ma geniale Dottor Drakken e la sua assistente super sofisticata, Shego, il golfista folle Duff Killigan, i miliardari Señor Senior, dediti al male per hobby e molti altri.

### Epilogo
Nonostante le avversità e le innumerevoli battaglie Ron riesce a superare ogni ostacolo ed arriva addirittura a salvare il mondo dagli alieni Warmonga e Warhok, diplomarsi, e, a seguito di una lunga serie di delusioni sentimentali, trova anche il vero amore nell'amica di sempre Kim Possible a partire dalla quarta stagione.
Come viene rivelato dagli autori in un'intervista; in seguito, Kim e Ron frequentano lo stesso college e diventano entrambi agenti della Giustizia Globale mantenendo la loro relazione.

## Poteri e abilità
(Kim a Ron)
Normalmente Ron non dimostra alcuna particolare abilità sul campo di battaglia, risultando utile soltanto per l'incredibile affiatamento che ha con Kim; tuttavia in alcune occasioni ha dimostrato di possedere una discreta competenza nel combattimento e in certe occasioni è stato addirittura capace di combattere brevemente fianco a fianco di Kim. In varie occasioni sfoggia capacità atletiche ed agonistiche incredibili, sebbene fossero prevalentemente reazioni involontarie. Un esempio di ciò è la sua incredibile rapidità di fuga, che gli ha permesso di diventare runningback della squadra di football della scuola. È inoltre piuttosto abile alla guida dello scooter. Pare sia abilissimo nell'infiltrarsi in quanto in più di un'occasione è entrato in casa del preside Barklin o nei covi dei criminali senza che nessuno se ne accorgesse.
Ad ogni modo, il ragazzo possiede alcuni talenti peculiari più o meno nascosti, tra cui un'incredibile abilità culinare, tale per cui è stato brevemente insegnante di economia domestica nel suo stesso liceo ed ha inventato i Naco, unione tra Nachos e Taco; la capacità di parlare con gli animali, un indubbio senso dell'umorismo ed una profonda vena artistica.
Un talento, o elemento fisico intangibile, presumibilmente posseduto dal ragazzo è il cosiddetto "Fattore Ron"; il quale in accordo con Wade sarebbe un concetto matematico non lineare. È introdotto per la prima volta dalla Giustizia Globale, la quale ipotizza che il ragazzo sia il vero segreto del successo di Kim Possible attraverso lo studio di un fattore specifico. Benché il finale dell'episodio mostri l'infondatezza della teoria, nel film Viaggio nel tempo (A Sitch in Time) Shego, dividendo Ron e Kim, riesce nell'impresa di conquistare il mondo.

### Mistico Potere della Scimmia
Nell'episodio Il segreto dell'uomo scimmia, Ron, insieme a Rufus e Lord Monkey Fist, ottiene una sorta di potere soprannarurale tramite un antico rito invocato attraverso quattro statuette di giada dal nobile inglese: Il Mistico Potere della Scimmia, che conferisce al suo proprietario una innaturale potenza combattiva espressa in forza, velocità e resistenza sovrumane, oltre che una innata competenza nell'arte marziale del Tai Sheng Pek Kwar (大圣劈挂). Quando tale potere è attivo compare una sorta di aura magica azzurra a forma di scimmia intorno al corpo del giovane.
Fino alla fine della serie, Ron non è in grado di controllare questo potere, che di conseguenza emerge solo in quattro occasioni:
- Nel film Viaggio nel tempo, durante lo scontro col Drakken del futuro.
- Nell'episodio Lo scambio, durante lo scontro con Fukushima.
- Nell'episodio Grande fardello, quando protegge la sorella adottiva Hana da una dozzina di scimmie ninja.
- Nel finale della serie, quando sconfigge gli alieni Warmonga e Warhok, in procinto di conquistare la terra e sconfiggere Kim.

Proprio nell'ultimo episodio della serie Ron acquisisce finalmente il controllo di tale potere diventandone maestro. In questo modo Ron acquisisce una capacità combattiva straordinaria e largamente superiore a quella di Kim e Shego.

## Altre versioni
- Nell'episodio Ron è un uomo, Ron entra in possesso di un macchinario di Jack Hench capace di accrescere la massa muscolare e si trasforma in un'omaccione muscoloso.
- Nell'episodio Ritorno al campeggio Ron, in seguito al contatto con le scorie tossiche del lago "Voglia di pianto", si trasforma in un castoro mutante per affrontare Gill.
- Nell'episodio Ragazzaccio, Ron si trova esposto a un marchingegno noto come Atteggiatore, capace di assorbire la parte buona e cattiva di una persona, per poi rilasciare una delle due a scelta. Nel tentativo di impedire a Drakken di diventare più malvagio, Ron lo rompe, facendo diventare lo scienziato buono e sé stesso cattivo. Assunta dunque l'identità di Zorpox il Conquistatore, come criminale si dimostra molto al di sopra di chiunque l'abbia preceduto: oltre che dotato di un'incredibile intelletto e di straordinarie capacità ingegneristiche, che gli permettono di costruire in un giorno ben due armi apocalittiche, riesce a ingannare la protagonista con un piano fasullo per distrarla, e viene fermato in extremis proprio da Drakken, che usando l'Atteggiatore riporta le cose alla normalità.
Questa versione fa una seconda comparsa in un episodio della quarta stagione, dopo che Ron subisce l'effetto di un apparecchio simile all'Atteggiatore, in quest'occasione dà dimostrazione di forza, agilità e conoscenza delle arti marziali sorprendenti, probabilmente attingendo al Mistico Potere della Scimmia, esso riesce a sconfiggere una trentina di avversari nello spazio di pochi secondi e a mettere in serissime difficoltà la supercriminale Elettronica. Infine viene di nuovo colpito, tornando quello di sempre.
- Durante la seconda parte del film Viaggio nel tempo (A Sitch in Time), vengono presentate la versione infantile e quella preadolescenziale di Ron, le quali presentano poche o nessuna differenza dal punto di vista grafico e visivo, con la controparte del presente.
 La versione infantile del personaggio è doppiata in originale da Harrison Fahn.
- Nell'episodio Megaproporzionami, Ron viene trasformato in una creatura enorme dalla pelle arancione e dal temperamento selvaggio simile a Hulk a causa dell'esposizione a una sostanza chimica. Con queste fattezze riesce a sconfiggere per la seconda volta Lord Monkey Fist.
- Nell'episodio Crimini infantili, Ron viene trasformato in un neonato dotato di forza sovrumana, grazie ai poteri del marchingegno costruito da una tata supercriminale.

## Relazioni con gli altri personaggi

### Rapporti con la famiglia
- Mr. Stoppable: L'innominato padre di Ron. I due hanno un ottimo rapporto sebbene si vedano raramente a causa del lavoro da esso svolto. Il padre di Ron lo appoggia sempre in qualunque impresa in cui si avventuri ed è forse l'unico personaggio ad essere sempre fiero di lui[29].
- Mrs. Stoppable: L'innominata madre di Ron. Nonostante abitino insieme e si vedano più di frequente rispetto che col padre, Ron e sua madre non sembrano particolarmente legati[29], data anche la scarsa presenza sulle scene del personaggio.
- Han Stoppable: La sorella adottiva di Ron. È una neonata giapponese adottata dalla famiglia all'inizio della quarta stagione, Ron diviene subito molto protettivo verso di lei e vi condivide un forte rapporto di affetto[20].

### Rapporti di rivalità
- Lord Monkey Fist: Il principale antagonista di Ron, essendo entrambi detentori del Mistico Potere della Scimmia, il nobile inglese considera il ragazzo un suo nemico personale più che la stessa Kim Possible, ed è l'unico antagonista che si ricorda perfettamente il suo nome e lo riconosce immediatamente ogni volta che lo scorge[26].
- Dottor Drakken: Sebbene sia l'arcinemico di Kim, spesso e volentieri Drakken si è scontrato anche con Ron, il quale è l'unico avversario abbastanza debole da permettere allo scienziato di affrontarlo ad armi pari, lasciando invece l'odiata Kim Possible a Shego. Drakken stima il ragazzo meno di Rufus e non se ne ricorda mai il nome, salvo che in una occasione, in cui, sotto minaccia, ne pronuncia il cognome[25].
- Gill: Vecchio compagno di Ron, è stato trasformato in un mutante dalle scorie di un lago tossico dove andavano in campeggio; incolpa il ragazzo del suo fato e per due volte ha tentato di vendicarsi, ma alla fine è stato curato dalla sua mutazione[15].
- Fukushima: Alunno ninja della scuola Yamanuchi (山ノ内), tradisce il maestro Sensei è viene sconfitto da Ron quando egli riesce a imbrigliare il Mistico Potere della Scimmia[30].
- Zorpox il Conquistatore: Il "Ron malvagio" non è tanto un nemico di Ron Stoppable, quanto il suo "lato oscuro" nonché la controparte malvagia di sé stesso[9].
- Señor Senior Jr.: Sebbene non abbiano particolari rapporti e Jr. difficilmente sia un avversario vero e proprio nel corso della serie è uno dei pochi che Ron riesca ad affrontare senza fatica, Jr. infatti sebbene più muscoloso e atletico di Ron si trova sempre in svantaggio contro di lui a causa della sua natura inetta[3].
- Warhok e Warmonga: I due alieni possono essere considerati gli arcinemici di Ron dato che hanno commesso l'errore di mettere a repentaglio la vita di Kim, comprendendo di trovarsi sul punto di perdere la persona più importante della sua vita il ragazzo sprigiona il "Mistico Potere della Scimmia", stavolta totalmente sotto il suo controllo, e li sconfigge in una breve serie di colpi rispedendoli sulla loro navicella e facendola poi esplodere[16].

### Rapporti sentimentali
- Zita Flores: Può essere considerata la prima fidanzata di Ron, benché gli autori non specifichino troppo il loro rapporto ed eventualmente la sua fine. Nell'ultimo episodio si evince che Zita abbia una relazione con Felix Renton, miglior amico maschile di Ron[16].
- Amelia: In più episodi della prima serie, Ron mostra verso di lei una forte infatuazione, non corrisposta, in parte per via della differenza di età, dato che la ragazza è all'ultimo anno, in parte per la reputazione del giovane.
- Tara: Compagna cheerleader di Kim che sviluppa una cotta per il ragazzo dopo che questi salva tutta la squadra di ragazze pon-pon, compresa la protagonista, dal mutante Gill[15]. Nonostante l'evidenza degli atteggiamenti di Tara nei suoi confronti, Ron non se ne accorge, motivo per cui, più avanti nella serie, la ragazza inizia una relazione con Josh Mankey.
- Yori: Amica giapponese di Ron, si innamora di lui durante uno scambio culturale che lo vede recarsi per un mese in Giappone[30], come per Tara, il ragazzo non se ne accorge finché non è Kim, visibilmente gelosa di Yori, a farglielo notare[31].
- Bonnie Rockwaller: Nonostante per la maggior parte della serie lo critichi e prenda in giro, Bonnie dimostra più volte di essere segretamente attratta da Ron, cosa lampante nel momento in cui i due vengono eletti re e regginetta della scuola e la ragazza, scaricata da Brick, cerca consolazione nel ragazzo dell'eterna rivale[1].
- Kim Possible: La migliore amica di Ron dai tempi dell'asilo[19], nonché sua abilissima partner durante le missioni. I due ragazzi hanno un carattere quasi complementare opposto, dove uno dei due è debole e impacciato l'altro è invece naturalmente ferrato, perciò spesso hanno bisogno l'uno dell'altra per risolvere i loro problemi; più la serie va avanti più il loro rapporto cambia, tanto che, alla fine del lungometraggio La sfida finale, incominciano una relazione che dura per tutta la quarta stagione e che, il finale della serie chiarisce, più o meno esplicitamente, essere destinata a durare per sempre.

## La perdita dei pantaloni
Le continue perdite dei pantaloni da parte di Ron sono la gag più ricorrente della serie, dal momento che accadono praticamente in ogni episodio. Spesso i personaggi dello show si riferiscono al fatto come un problema clinico dal momento che sembra quasi non riuscire a tenersi addosso i pantaloni neanche indossando un'apposita cintura rinforzata in titanio. Nell'episodio La memoria perduta viene mostrato un flashback costituito dal montaggio di tutte le volte che Ron ha perso i pantaloni durante la serie, la durata di tale sequenza è incredibilmente lunga. Col tempo Ron diventa quasi paranoico riguardo all'eventualità che tale fatto accada, tanto che nell'ultimo episodio, La cerimonia del diploma, chiede a Kim «Ho paura di controllare, che tu sappia i miei pantaloni attualmente ricoprono il mio corpo?».